# 芳泉站
芳泉站是绍兴轨道交通1号线的车站，位于中华人民共和国浙江省绍兴市越城区鉴湖街道下白线与解放南路交叉口西南侧芳泉村内。本站工程名为“芳泉站”。

## 车站结构
本站为地面侧式车站。

### 站台
本站设有两个侧式站台，位于鉴湖停车场内。

### 车站楼层
| 地上二层 | 站厅               | 售票机、客服中心、商店、警务室、安检设施 |                    |                    |
| 地面     | 侧式站台，右侧开门 | 侧式站台，右侧开门                       | 侧式站台，右侧开门 | 侧式站台，右侧开门 |
|          |                    | █ 1号线 往姑娘桥（栖湖）                 |                    |                    |
|          |                    | █ 1号线 终点站 下客站台                  |                    |                    |
|          | 侧式站台，右侧开门 |                                          |                    |                    |